# ボスニア・ヘルツェゴビナ紛争

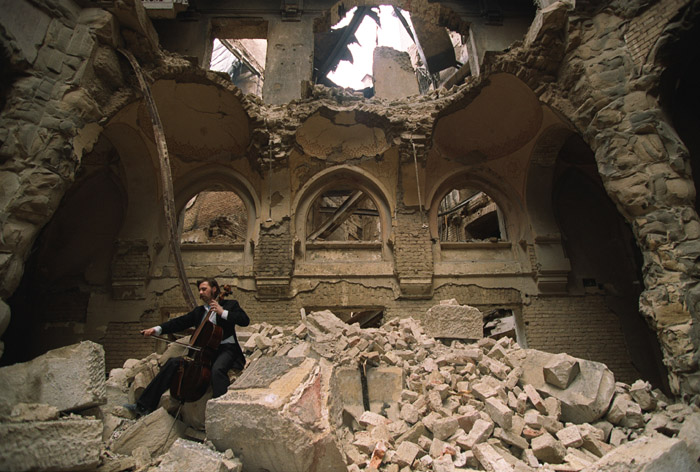
破壊されたサラエヴォの国立図書館で演奏するチェロ奏者ヴェドラン・スマイロヴィッチ／1992年、ミハイル・エフスタフィエフによる撮影。

ボスニア・ヘルツェゴビナ紛争（ボスニア ヘルツェゴビナふんそう、セルビア・クロアチア語：Рат у Босни и Херцеговини/Rat u Bosni i Hercegovini）は、ユーゴスラビアから独立したボスニア・ヘルツェゴビナで1992年から1995年まで続いた内戦で、ボスニア紛争、ボスニア戦争（英: Bosnian War）ともいう。

## 背景
1991年に勃発したユーゴスラビア紛争にともなうユーゴ解体の動きの中で、1992年3月にボスニア・ヘルツェゴビナは独立を宣言。当時、同国には約430万人が住んでいたが、そのうち44%がボシュニャク人（ムスリム人）、33%がセルビア人、17%がクロアチア人と異なる民族が混在していた。ボシュニャク人とクロアチア人が独立を推進したのに対し、セルビア人はこれに反対し分離を目指したため、両者間の対立はしだいに深刻化。独立宣言の翌月には軍事衝突に発展した。
およそ3年半以上にわたり全土で戦闘が繰り広げられた結果、死者20万、難民・避難民200万が発生したほか、ボシュニャク人女性に対するレイプや強制出産などが行われ、第二次世界大戦後のヨーロッパで最悪の紛争となった。

## 戦闘の展開

### 紛争の始まり
1991年6月、クロアチアの独立宣言をきっかけに、クロアチア警察軍とユーゴスラビア連邦軍との間で武力衝突が勃発した（クロアチア紛争）。このユーゴ解体の流れを契機とし、ボシュニャク人およびクロアチア人はボスニア・ヘルツェゴビナの独立を模索するが、地域人口の一部を占めるセルビア人はこれに反対。クロアチアに倣い、セルビア人は自治区を設立して独立の動きに対抗しようとしたが、ボシュニャク人が主導権を持つボスニア・ヘルツェゴビナ政府はこれを認めなかったため、両者間での武力衝突が生じるようになった。
このような状況の中、ボスニア・ヘルツェゴビナ政府はセルビア人の反発を無視して1991年10月に主権国家宣言を行い、1992年2月29日から3月1日にかけて独立の賛否を問う住民投票を行った。セルビア人の多くが投票をボイコットしたため、住民投票は90%以上が独立賛成という結果に終わる。これに基づいて、ボスニア・ヘルツェゴビナは独立を宣言。4月6日にはECが独立を承認し、5月には国際連合に加盟した。独立に不満を抱いていたセルビア人は、ECの独立承認をきっかけに大規模な軍事行動を開始し、翌日にはボスニア・セルビア議会がボスニア北部を中心に「スルプスカ共和国」の独立を宣言した。

### 92 - 93年 セルビア人勢力の優勢
紛争の開始直後はユーゴ政府の支援を受けるセルビア人勢力が優勢であった。ボシュニャク人勢力は装備の質で劣り、クロアチア人勢力は数の面で劣っていた。また、ボシュニャク人勢力とクロアチア人勢力は必ずしも一枚岩ではなく、緊密な連携に欠けていた。クロアチア人とセルビア人によるボスニア・ヘルツェゴビナ分割交渉をきっかけに、クロアチア人勢力とボシュニャク人勢力との間で武力衝突が勃発した（クロアチア・ボスニア戦争）。セルビア人勢力は、最初の攻勢でボスニア・ヘルツェゴビナ全土の6割以上を制圧し、首都サラエヴォを包囲。劣勢に立たされたクロアチア人勢力はヘルツェゴビナ西部の確保に専念し、ボシュニャク人勢力はサラエヴォ、スレブレニツァ、ゴラジュデ、ジェパなど主要都市を含む国土の残り3割弱を必死に防衛するという状況になった。国際社会は、セルビア人勢力を支援するユーゴへの制裁、サラエヴォへの人道支援などを行うが、戦局の大勢を動かすまでには至らず、92年の終わりまでセルビア人勢力の優位は保たれた。
1993年春、ボシュニャク人勢力とクロアチア人勢力の間での対立が深まり、クロアチア人勢力は同年8月にヘルツェグ＝ボスナ・クロアチア人共和国の樹立を宣言した。セルビア人勢力と争う地域が少なくなっていたこともあり、クロアチア人勢力はセルビア人勢力と同盟を結ぶ。モスタルなどでは、ボシュニャク人勢力とクロアチア人勢力の間で激しい戦闘が開始された。これにより、ボシュニャク人勢力は一層の苦境に立たされた。

### 94年 - 95年春 対セルビア人勢力包囲網の構築とその破綻
94年に入ると、アメリカの介入によりクロアチア人勢力が再びボシュニャク人勢力と同盟を締結。3月1日にはワシントンで、ボシュニャク人・クロアチア人の連邦国家が結成されることも決定された。これは、アメリカによるセルビア人勢力弱体化への第一歩であった。4月10日から11日にかけては、北大西洋条約機構（NATO）によるセルビア人勢力への小規模な空爆が実施された。また、8月5日にセルビア人勢力が国連管理下の武器集積所を襲撃したことに対し、NATOによる再度の空爆が行われた。さらに秋ごろからは、アメリカによるボシュニャク人・クロアチア人勢力に対する軍事援助も開始された。
これにより勢いづいたボシュニャク人勢力は、10月下旬、セルビア人勢力に対して、ビハチ周辺で攻勢に転じる。この攻勢は一時的には成功したが、11月初めにはセルビア人勢力による反撃に遭い撤退を余儀なくされた。ボシュニャク人勢力を支援するため、11月21日および23日にNATOによる3度目の空爆が実施される。繰り返される空爆に対し、セルビア人勢力は少数・軽武装で活動していた国際連合保護軍兵士を人質として拘束するという対抗手段に出る。これにより、国連保護軍に兵士を派遣しているイギリス・フランスとさらなる空爆を求めるアメリカとの間で意見が対立、NATOは機能不全に陥った。事態は混迷の度合いを増すが、ジミー・カーター元アメリカ大統領の仲介により、1995年1月1日から4ヶ月の停戦が実現した。

### 戦闘の終結
1995年春、停戦の期限が切れると、再び激しい戦闘が始まった。セルビア人勢力とボシュニャク人勢力の間では、セルビア人勢力が最後の攻勢に出た。7月にはボシュニャク人勢力が保持していたスレブレニツァ、ジェパが陥落、サラエヴォ、ゴラジュデも激しい攻撃にさらされた。一方、セルビア人勢力とクロアチア人勢力の間では、クロアチア軍と連携したクロアチア人勢力が優勢であった。戦闘は、ボスニア・ヘルツェゴビナではなく、隣接するクロアチア国内のセルビア人居住区で行われた（嵐作戦参照）。セルビア人勢力の攻勢に対し、NATOは5月から7月にかけてセルビア人勢力の拠点を攻撃することで対抗した。また、セルビア人勢力による人質作戦への対応のため、NATOは国連保護軍の保護を目的とする緊急対応部隊を設立した。
同年8月28日には非戦闘地域に指定されていたサラエヴォ中央市場にセルビア人勢力が砲撃を行い、市民37人が死亡する事件が発生。これを受けてNATOはデリバリット・フォース作戦を発動し、8月30日から9月14日まで（9月2日から4日は一時停止）これまでにない大規模空爆を行った。この結果、セルビア人勢力は、クロアチア方面で敗退しただけでなく、ボシュニャク人勢力からの反撃を支える力も失った。これにより、セルビア人勢力も和平交渉への本格的な参加を決定し、10月13日には停戦が実現して戦闘が終結した。

## 民族浄化
ボスニア・ヘルツェゴビナ紛争は、各交戦勢力が各々の民族の勢力圏を拡大することを目的としており、「陣取り合戦」の様相を呈していた。このような中で、支配地域から不安要因を取り除く目的で、自勢力の支配下に住む異民族を排除し、勢力圏を民族的に単一にするための民族浄化が行われた。
手段としては各種の嫌がらせや差別的な待遇、武器の没収、家屋への侵入・略奪・破壊、資産の強制接収、暴行・拷問・強姦・殺人によって、その地域から退去せざるを得ない状況に追いやる方法や、強制追放、強制収容、あるいは大量虐殺によって物理的に異民族を地域から取り除く方法がとられた。
従軍可能年齢にある男性は各地で虐殺や強制収容の対象とされた。

### スレブレニツァの虐殺
1995年7月6日、ムラディッチ大将率いるスルプスカ共和国軍部隊（セルビア人勢力）は、国連指定の安全地帯であったスレブレニツァに侵攻をはじめ、7月11日には中心部を制圧した。7月12日には、同地に居住していたボシュニャク人の男性すべてを絶滅の対象とし、8,000人以上が組織的に殺害されるスレブレニツァの虐殺が引き起こされた。同事件は、旧ユーゴスラビア国際戦犯法廷および国際司法裁判所によってジェノサイドと認定された。

## 和平合意
戦闘中もボスニア3分割案などによって和平が模索されたが、NATOによるセルビア側への攻撃を含んだ介入によって停戦となった。1995年10月、アメリカ合衆国のクリントン大統領が内戦の当事国間による平和協定妥結を発表した。そして11月に、アメリカ・デイトンのライト・パターソン空軍基地に内戦の当事国であるボスニア・ヘルツェゴビナ、クロアチア、ユーゴスラビアの各大統領が集まり、43ヶ月間にわたった内戦終結のための平和協定に仮調印した。12月、NATOは6万人のボスニア和平実施部隊（IFOR）派遣を承認し、12月14日にはパリで和平が公式に合意（デイトン合意）・調印されて戦闘は終息した。
合意により、クロアチア人・ボシュニャク人がボスニア・ヘルツェゴビナ連邦、セルビア人がスルプスカ共和国というそれぞれ独立性を持つ国家体制を形成し、この二つが国内で並立する国家連合として外形上は一国と成すこととなった。
領土配分は、スルプスカ共和国が約49%、ボスニア・ヘルツェゴビナ連邦が約51%とされ、両国はそれぞれの主体が独自の警察や軍を有するなど高度に分権化された（その後、軍は統合された他、警察制度についても改革が議論されている）。

## ボスニア・ヘルツェゴビナ紛争を題材とした作品

### 映画
- たたえられよ、サラエヴォ （1993年） ジャン＝リュック・ゴダール監督
- ユリシーズの瞳 （1995年） テオ・アンゲロプロス監督
- フォーエヴァー・モーツアルト （1996年） ジャン＝リュック・ゴダール監督
- ボスニア （1996年） スルジャン・ドラゴエヴィッチ監督
- ウェルカム・トゥ・サラエボ （1997年） マイケル・ウィンターボトム監督
- パーフェクト・サークル （1997年） アデミル・ケノヴィッチ監督
- ボスニア戦線 （1997年） ヘラルド・エレーロ監督
- セイヴィア （1998年） ピーター・アントニエヴィッチ監督
- ノー・マンズ・ランド （2001年） ダニス・タノヴィッチ監督
- エネミー・ライン （2002年） ジョン・ムーア監督
- ライフ・イズ・ミラクル （2004年） エミール・クストリッツァ監督
- アワーミュージック （2004年） ジャン＝リュック・ゴダール監督
- サラエボの花 （2005年） ヤスミラ・ジュバニッチ監督
- あなたになら言える秘密のこと （2005年） イザベル・コイシェ監督
- セイビング・フロム・エネミーライン（2005年） マイケル・トーマス、ニック・トーマス監督
- 沈黙の戦場（2007年）クリスチアン・ミリッチ演出
- ハンティング・パーティ （2008年） リチャード・シェパード監督
- U.N.エージェント （2008年） ジャコモ・バティアート監督
- サラエボ、希望の街角 （2010年） ヤスミラ・ジュバニッチ監督
- トゥルース 闇の告発 （2010年） ラリーサ・コンドラキ監督
- 最愛の大地 （2011年） アンジェリーナ・ジョリー監督
- ある愛へと続く旅 （2012年）セルジオ・カステリット監督
- キリングゲーム （2013年） マーク・スティーヴン・ジョンソン監督
- グリーン・ヘル （2017年） イエイヨー・ヘレーロ監督
- ネイビーシールズ ナチスの金塊を奪還せよ! （2017年） スティーヴン・クエイル監督
- 水になる雪 / Snow For Water（2018年）クリストファー・ヴィリアーズ（英語版）監督
- アイダよ、何処へ?（2020年） ヤスミラ・ジュバニッチ監督

### 書籍
- サラエボ旅行案内 （1993年） FAMA（英語版）
- 兵士はどうやってグラモフォンを修理するか（2006） サーシャ・スタニシチ（英語版） - 小説

### ゲーム
- This War of Mine （2014年） - サラエボ包囲を題材としたサバイバルゲーム。